# Monca
Monca is een geslacht van vlinders van de familie dikkopjes (Hesperiidae), uit de onderfamilie Hesperiinae.

## Soorten
- M. branca Evans, 1955
- M. jera (Godman, 1900)
- M. ornata (Hayward, 1940)
- M. telata (Herrich-Schäffer, 1869)